# Rüdiger Schubert
Rüdiger Schubert (* 28. April 1949 in Jena) ist ein deutscher Politiker der SPD und war von 1994 bis 1998 Mitglied im Landtag von Sachsen-Anhalt.

## Leben
Nach dem Abitur 1967 mit Facharbeiterbrief als Rinderzüchter machte er ein einjähriges Theaterpraktikum in Weimar und Magdeburg. Von 1968 bis 1990 arbeitete er als Mitarbeiter beziehungsweise Leiter des Kreiskabinetts für Kulturarbeit in Oschersleben. Zwischen 1973 und 1977 absolvierte er ein Fernstudium der Kulturwissenschaften. Von 1990 bis 1994 war er als Kultur- und Sozialdezernent beim Landkreis Oschersleben. Schubert ist verheiratet und hat zwei Kinder.

## Partei und Mandat
Schubert war Mitglied des  Neuen Forums und später Gründungsmitglied und SPD-Kreisvorsitzender der Sozialdemokratischen Partei in der DDR (SDP) in Oschersleben. Er war außerdem Mitglied im SPD-Bezirksvorstand Magdeburg.
Von 1990 bis 1992 war Schubert Abgeordneter des Kreistages Oschersleben. Er war von 1994 bis 1998 Landtagsabgeordneter. Er vertrat den Wahlkreis Oschersleben und war Mitglied im Ausschuss für Kultur und Medien sowie im Ausschuss für Petitionen.